# یواس‌اس اوکان (دی‌دی‌جی-۷۷)
یواس‌اس اوکان (دی‌دی‌جی-۷۷) (به انگلیسی: USS O'Kane (DDG-77)) یک کشتی است که طول آن ۵۰۵ فوت (۱۵۴ متر) می‌باشد. این کشتی در سال ۱۹۹۸ ساخته شد.